# کلاه‌مالی
کلاه مالی به معنای درست کردن کلاه‌ها از پشم حیوانات (معمولاً گوسفند) است. برای درست کردن اینگونه کلاه‌ها در ابتدا می‌بایست پشم گوسفندان حلاجی شده باشد. ماده اولی این کلاه‌ها معمولاً از پشم گوسفندان است البته گاهی کلاه‌های کرکی هم به اینگونه تولید می‌شود که بع علت قیمت بالای کرک تولید اینگونه کلاه‌ها مقرون به صرفه نیست.

## روش تولید
به‌طور تقریبی برای هر کلاه کلفت ۲۰ مثقال و برای کلاه‌های نازکتر ۱۵ مثقال پشم گوسفند مورد نیاز است.
پس از مرحله حلاجی پشم گوسفندان بایستی پشم حلاجی شده را با آب صابون ورز داد و سپس پشم ورز داده شده وارد مرحله اِنگاره گرفتن می‌شود. برای قالب گرفتن کلاه‌ها ابتدا بایستی اجاقی برای این کار گرم شده باشد و پس از سفت شدن پشم ورز داده شدهپشم سفت شده را شروع به مالیدن می‌کنند.
پس از شکل گرفتن کلاه نوبت به قالب گرفتن آن می‌رسد. برای این کار پنج نوع قالب مختلف وجود دارد که بنا به اندازه و نیاز قالب مورد نظر انتخاب می‌شود کلاه قالب گرفته می‌شود.
پس از مرحله قالب گیری کلاه نوبت به رنگ آمیزی آن می‌رسد. رنگهای مورد استفاده در شغل کالاه مالی  معمولاً از انواع رنگهای گیاهی است از جمله پوست انار و زاج.
پس از رنگ آمیزی کلاه مجدداً می‌بایست کلاه قالب زده و تمیز  شود و کلاه آماده فروش می‌شود.